# 小堀暉男
小堀 暉男（こぼり てるお、1938年4月9日 - ）は、日本の実業家。三菱化成（現・三菱ケミカル）取締役副社長や、三菱ウェルファーマ（現・田辺三菱製薬）2代目代表取締役社長を務めた。

## 人物・経歴
- 神奈川県出身。
- 1961年（昭和36年）、一橋大学法学部卒業後、三菱化成工業（現・三菱ケミカル）に入社。
- 1985年（昭和60年）、黒崎工場勤労部長兼総務部長。
- 1989年（昭和64年/平成元年）、人事部長。
- 1992年（平成4年）、取締役人事部長に昇格。
- 1995年（平成7年）、常務取締役人事部長。
- 1999年（平成11年）、専務取締役。
- 2001年（平成13年）、取締役副社長。
- 2002年（平成14年）から2004年（平成16年）まで、三菱ウェルファーマ代表取締役社長を務める[1]。合理化を進め[2]、ベネシス（現在は田辺三菱製薬に吸収合併）の設立などを行った。
- 2004年（平成16年）、三菱ウェルファーマ相談役[3]。
- この間、日本医薬情報センター評議員や[4]、年齢にかかわりなく働ける社会に関する有識者会議委員なども務めた[5]。